# Bataille de La Châtaigneraie (1794)
Pour les articles homonymes, voir Bataille de La Châtaigneraie.
Guerre de Vendée
Batailles
La bataille de La Châtaigneraie se déroule le 12 juillet 1794 lors de la guerre de Vendée. Elle s'achève par la victoire des républicains qui repoussent une attaque contre le bourg de La Châtaigneraie.

## Prélude
Le 10 juillet 1794, le général vendéen Marigny est exécuté par des hommes de Stofflet, alors que le général républicain Bonnaire livre un combat à Chanteloup. Stofflet place alors le paysan Richard à la tête de la division de Cerizay et décide d'organiser une expédition contre La Châtaigneraie pour détourner la colère d'une partie de ses combattants, échaudés par l'assassinat de Marigny, et pour profiter du départ de Bonnaire, qui s'est retiré sur Fontenay-le-Comte après le combat de Chanteloup.

## Forces en présence
L'état des forces en présence n'est pas connu avec exactitude. L'armée de Stofflet, est forte de 4 000 hommes d'après l'estimation que donne le général Bonnaire dans son rapport,. Ce dernier est à la tête d'une colonne de 2 000 fantassins et 300 cavaliers. Parmi les troupes républicaines signalées au combat figurent un bataillon du Bec d'Ambès, le 2e bataillon de volontaires de Paris et le 3e régiment de chasseurs à cheval.

## Déroulement
Le 12 juillet 1794, les Vendéens attaquent le camp de La Châtaigneraie par la route de Cerizay,. Un premier détachement républicain est mis en déroute près de la ville et se replie dans le camp. Une partie de la garnison panique alors et s'enfuit jusqu'à Fontenay-le-Comte et Niort. À 6 heures du matin, le camp est emporté par les Vendéens qui se lancent ensuite à la poursuite des républicains sur la route de Fontenay.
Cependant, le camp, laissé sans aucune garde, est réoccupé par des détachements patriotes. Le général Louis Bonnaire arrive également en renfort de Fontenay-le-Comte avec sa colonne forte de 2 300 hommes. Les Vendéens prennent alors la fuite et abandonnent le combat,. 
D'après les mémoires de l'officier vendéen Bertrand Poirier de Beauvais, une partie de l'armée, et notamment la division de Cerizay, était alors animée par une forte colère contre Stofflet après l'exécution de Gaspard de Bernard de Marigny deux jours plus tôt,.

## Pertes
Selon le rapport de Bonnaire, 500 Vendéens sur 4 000 sont tués contre 100 morts ou blessés pour les républicains,. D'après les mémoires de Poirier de Beauvais et de Gibert, les chefs Prudhomme et La Bouëre sont blessés,.
Bonnaire rapporte également la rentrée de six soldats, retenus prisonniers par les Vendéens depuis trois semaines.